# Kostel Narození Panny Marie (Žleby)
Kostel Narození Panny Marie s empírovou hrobní kaplí sv. Kříže se nalézá v obci Žleby v okrese Kutná Hora. Kostel je situovaný severovýchodně od náměstí, v ohybu toku řeky Doubravky. Okolí kostela a hrobky je zatravněné, k severní a západní straně přiléhá zahrada. Jižně od kostela, při silnici stojí fara. Na terase nad pravým břehem řeky Doubravy je situovaná zvonice s bedněným patrem a dvěma zvony, Markem a Marií. Kolem kostela se původně rozkládal hřbitov.

## Popis
Jednolodní kostel s trojboce uzavřeným presbytářem je v jádru předbarokní stavba upravovaná převážně v 18. století. Interiér kostela je bez kleneb. Věž chybí, nahrazuje ji sanktusová vížka nad presbytářem. Stěny presbytáře jsou členěny lizénami. Interiér kostela je vybaven rokokovým oltářem, pocházejícím z roku 1875, kazatelnou z 2. poloviny 18. stol. a mramorovou křtitelnicí z roku 1627.

## Historie
První historické zmínky jsou z roku 1540, ale mohl vzniknout již dříve. Zdivo presbytáře a východní části lodi pochází z renesance či ještě z pozdní gotiky. Kostel nechal postavit majitel zdejšího panství Kuneš Bohdanecký z Hodkova. Vybudoval také zvonici na protějším vrchu na druhém břehu řeky Doubravy.
Dnešní barokní stavba vznikla představou staršího kostela v několika fázích. Rozšířen měl být za Václava Františka, svobodného pána z Kaisersteinu, držitele žlebského panství v letech 1662-1690. Ale již v roce 1702 byl kostel zmiňován jako zpustlý. Aby nedošlo k jeho zrušení byl v roce 1714 na náklady Pána z Kaisersteinu obnoven. Kostel získal ozdobnou věž a byl okrášlen křížem. Došlo k důkladné úpravě kostela (1714); navýšení lodi i presbytáře. Krov patrně vznikl někdy ve 2. pol. 17. století nebo v roce 1714. Když panství zdědila jeho jediná dcera Kateřina, obnovila roku 1741 sochu Panny Marie na náměstí a nechala postavit misionářský kříž před kostelem (1749), který se nedochoval.
Další barokní etapa proběhla ve 2. polovině 18. století. Tehdy patrně vznikla jižní sakristie (severní může podle silnějšího zdiva pocházet ze 16. století). V roce 1775 byla při severovýchodní straně lodi zřízena hrobová kaple. Na konci 18. století pak byly fasády kostela upraveny do jednoduché, téměř klasicistní podoby, ve které se dochoval dodnes.
V blízkosti kostela byla v roce 1822 postavena samostatná klasicistní hrobová kaple rodiny Auersperků, majitelů žlebského panství. Kapli nechal postavit zřejmě Adam z Auerspergu sobě a manželce Vilemíně na severní straně kostela. Další opravy následovaly v roce 1783 a 1875. V 19. století pak proběhly dílčí změny interiéru.
Dříve byl kostel často postihován povodněmi, jelikož se nachází na levém břehu řeky Doubravy. Po dostavbě přehrady v Pařížově již voda Doubravy zdejší kostel neohrožovala. 

## Galerie

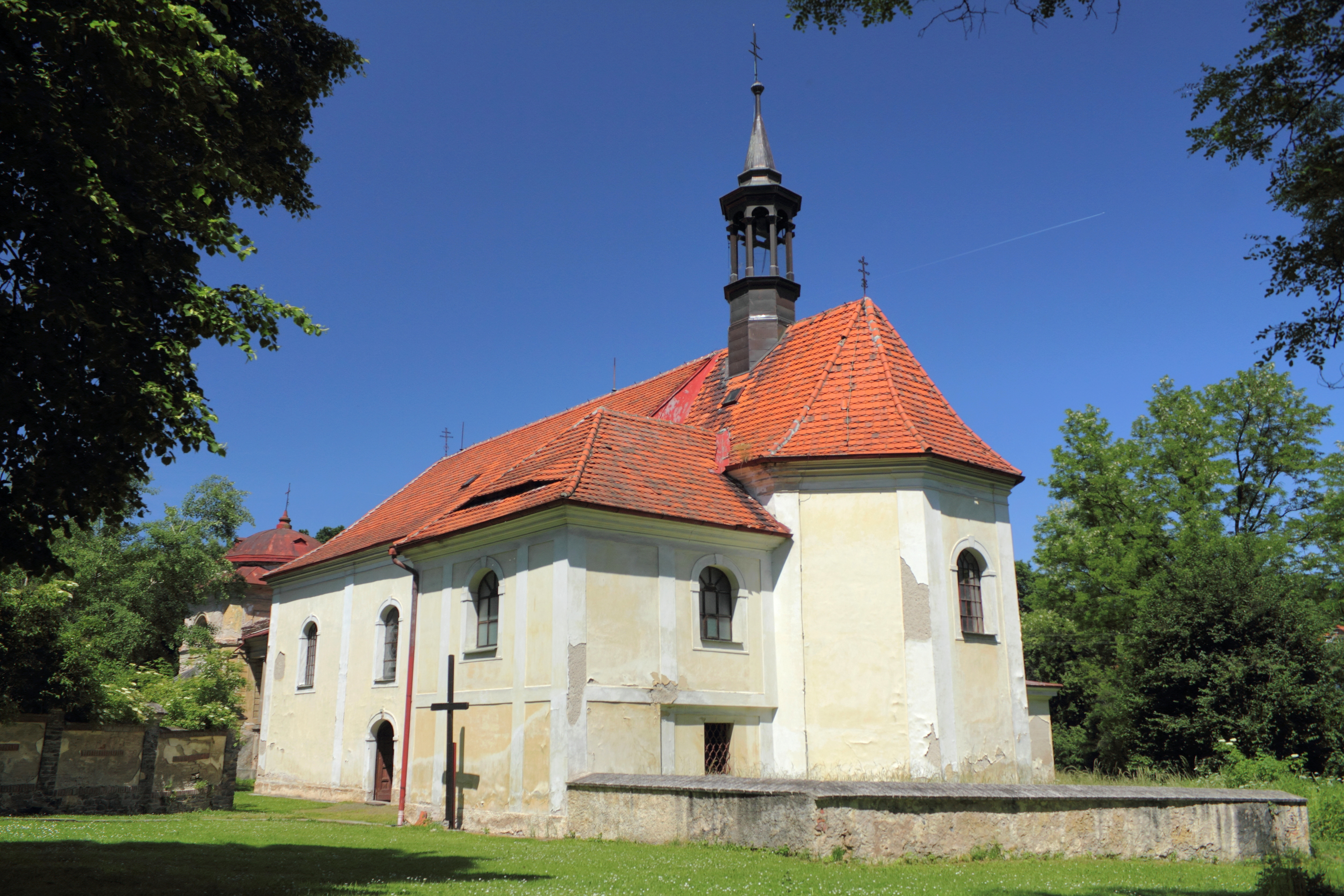
Kostel Narození Panny Marie (Žleby)
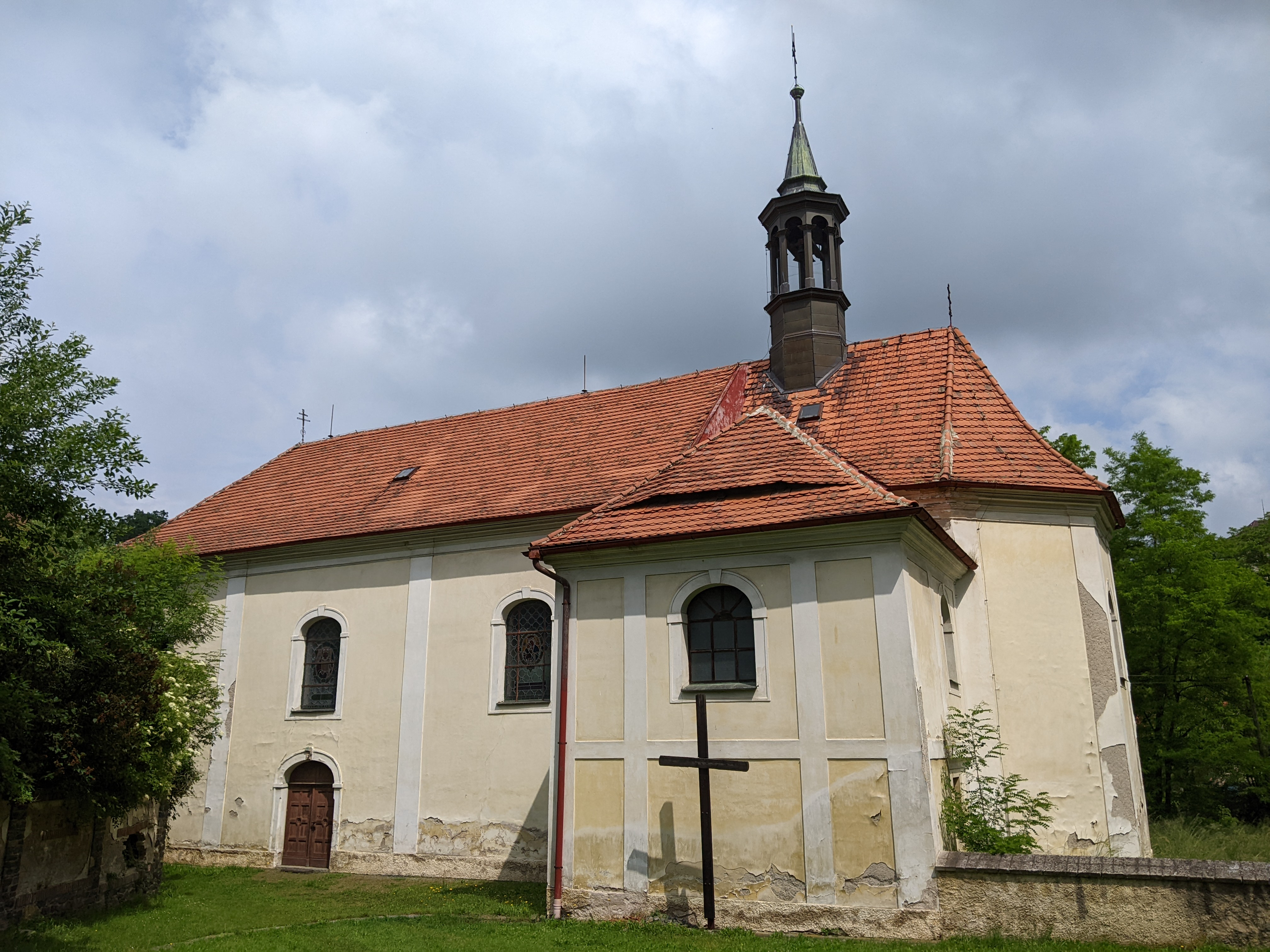
Kostel Narození Panny Marie (Žleby)
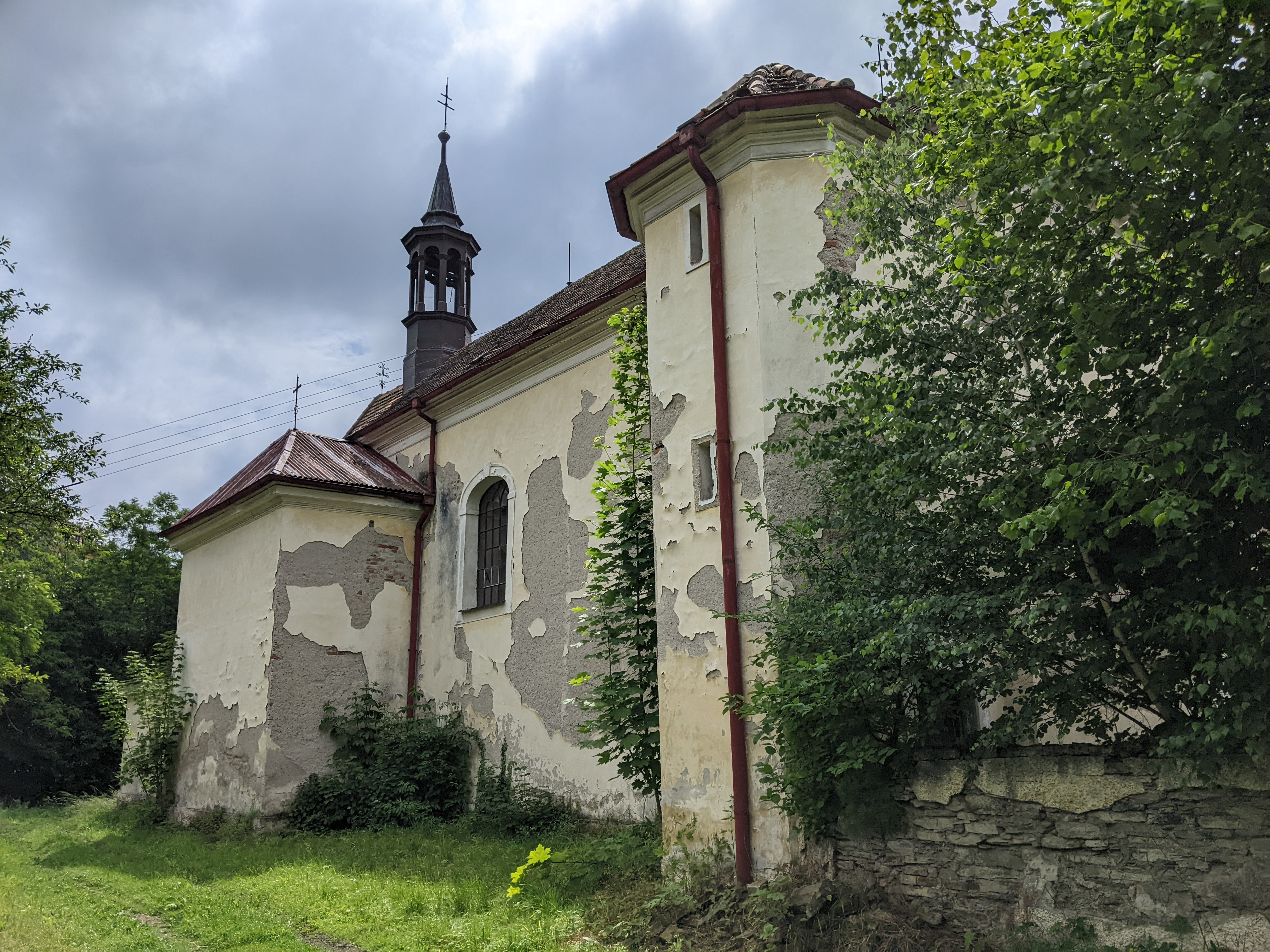
Kostel Narození Panny Marie (Žleby)
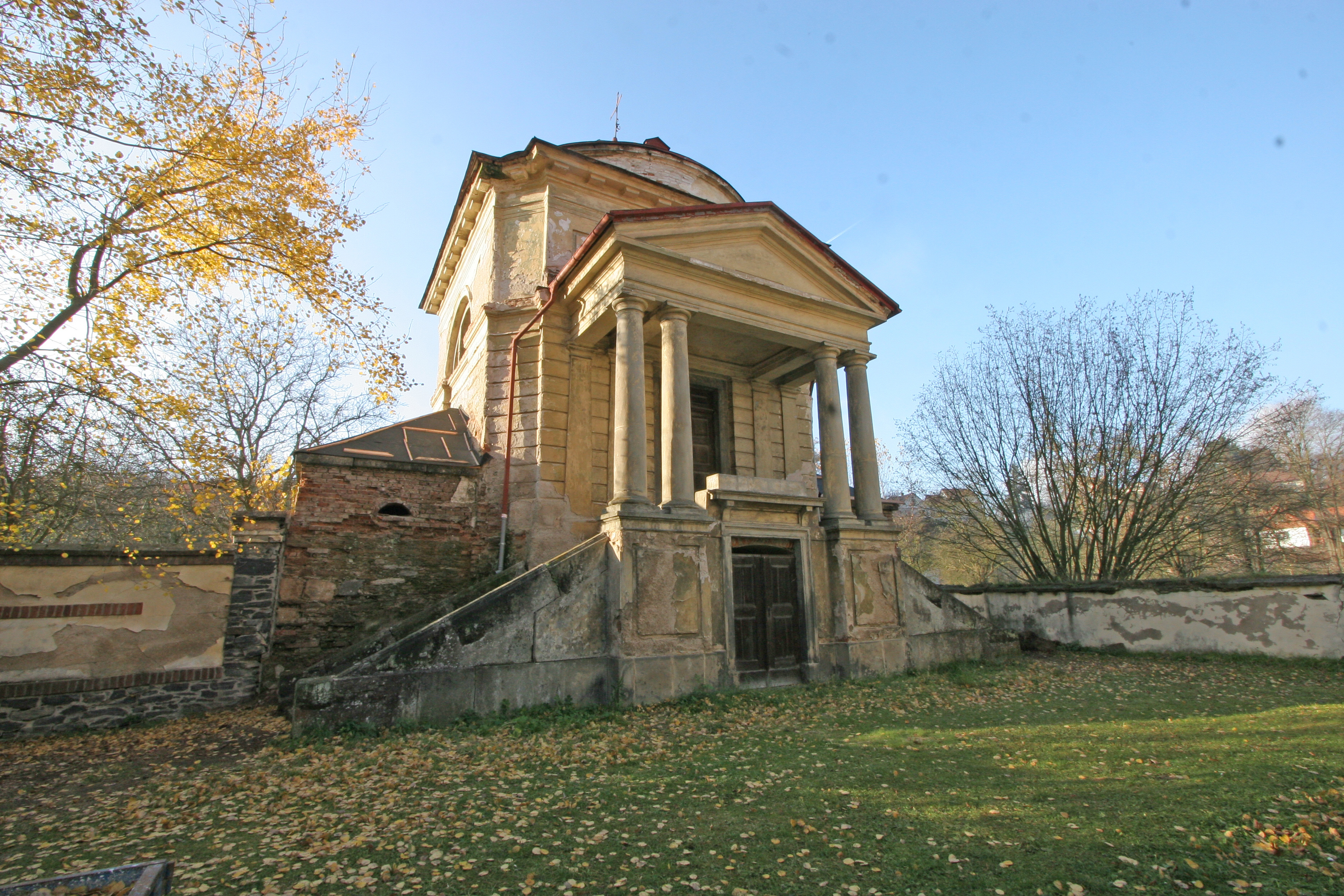
Aueršperská hrobní kaple